# Amvrakiai-öböl
Az Amvrakiai-öböl (görögül Αμβρακικός κόλπος [Amvrakikósz kólposz]), vagy Ártai-öböl, Actiumi-öböl a Jón-tenger egyik öble Görögország északnyugati részében, Epirusz és Nyugat-Görögország régiók között.
Hossza mintegy 40 kilométer, szélessége 15 kilométer és ezzel Görögország egyik legnagyobb zárt öble.
A partján fekszenek Préveza, Amfilohía és Vónitsza városok. Bejárata mindössze 700 méter széles, délen Aktio (az ókori Actium), északon Préveza város közt. A szoros alatt a közelmúltban alagút épült.
Az öböl viszonylag sekély, a partjait nagyszámú mocsár tagolja, amelyeknek egy része a Lúrosz és Árahthosz folyók közös torkolatvidékéhez tartozik. A beömlő édesvíz miatt az öböl melegebb és kevésbé sós, mint a Jón-tenger és egy áramlat szálltja vizét a Jón-tengerbe. Az öböl gazdag tengeri pérhalban, lepényhalban és angolnában.

## Fordítás
Ez a szócikk részben vagy egészben  az   Ambracian Gulf című angol Wikipédia-szócikk ezen változatának fordításán alapul.  Az eredeti cikk szerkesztőit annak laptörténete sorolja fel. Ez a jelzés csupán a megfogalmazás eredetét és a szerzői jogokat jelzi, nem szolgál a cikkben szereplő információk forrásmegjelöléseként.